# Nello Lauredi
Nello Lauredi, nascido a 5 de outubro de 1924 em Mulazzo (Itália) e falecido a 8 de abril de 2001 em Saint-Laurent-du-Var, foi um ciclista de origem italiana, nacionalizado francês. Foi profissional de 1949 a 1958.

## Palmarés
1950
- Dauphiné Libéré, mais 2 etapas
- 1 etapa do Tour do França

1951
- Dauphiné Libéré, mais 1 etapa

1952
- Paris-Limoges
- 1 etapa do Tour de France
- 2 etapas do Dauphiné Libéré

1953
- 1 etapa do Tour de France

1954
- Dauphiné Libéré

## Resultados nas grandes voltas
| Carreira        | 1949 | 1950 | 1951 | 1952 | 1953 | 1954 | 1955 | 1956 | 1957 | 1958 | 1959 |
| --------------- | ---- | ---- | ---- | ---- | ---- | ---- | ---- | ---- | ---- | ---- | ---- |
| Giro d'Italia   | -    | 15º  | -    | -    | -    | -    | 14º  | Ab.  | -    | -    | -    |
| Tour de France  | 18º  | 37º  | 11º  | 19º  | 8º   | 11º  | Ab.  | 7º   | Ab.  | -    | -    |
| Volta a Espanha | -    | -    | -    | -    | -    | -    | 23º  | -    | -    | -    | -    |